# Джексон (Кентуккі)
Джексон (англ. Jackson) — місто (англ. city) в США, в окрузі Бретітт штату Кентуккі. Населення — 2237 осіб (2020).

## Географія
Джексон розташований за координатами 37°33′55″ пн. ш. 83°22′29″ зх. д. / 37.56528° пн. ш. 83.37472° зх. д. (37.565234, -83.374720).  За даними Бюро перепису населення США в 2010 році місто мало площу 6,92 км², з яких 6,50 км² — суходіл та 0,42 км² — водойми.

### Клімат
| Клімат : Джексон        | Клімат : Джексон | Клімат : Джексон | Клімат : Джексон | Клімат : Джексон | Клімат : Джексон | Клімат : Джексон | Клімат : Джексон | Клімат : Джексон | Клімат : Джексон | Клімат : Джексон | Клімат : Джексон | Клімат : Джексон | Клімат : Джексон |
| Показник                | Січ.             | Лют.             | Бер.             | Квіт.            | Трав.            | Черв.            | Лип.             | Серп.            | Вер.             | Жовт.            | Лист.            | Груд.            | Рік              |
| Абсолютний максимум, °C | 25,6             | 26,1             | 30,6             | 33,3             | 32,8             | 40,0             | 38,3             | 38,3             | 35,6             | 31,7             | 27,8             | 26,1             | 40,0             |
| Середній максимум, °C   | 6,2              | 8,7              | 14,2             | 20,0             | 23,7             | 27,6             | 29,2             | 28,9             | 25,6             | 20,1             | 14,1             | 7,8              | 18,8             |
| Середній мінімум, °C    | −2,9             | −1,2             | 2,9              | 8,2              | 12,6             | 16,9             | 18,9             | 18,3             | 14,6             | 8,9              | 4,1              | −1               | 8,4              |
| Абсолютний мінімум, °C  | −27,8            | −22,2            | −13,9            | −6,7             | 0,0              | 6,7              | 11,1             | 7,2              | 1,1              | −3,3             | −10,6            | −25              | −27,8            |
| Норма опадів, мм        | 92               | 95               | 105              | 97               | 132              | 119              | 118              | 94               | 88               | 81               | 101              | 106              | 1228             |
| Днів з опадами          | 14,1             | 13,1             | 14,0             | 12,4             | 13,8             | 12,3             | 12,4             | 9,6              | 8,4              | 8,8              | 11,5             | 14,0             | 144,4            |
| Днів зі снігом          | 6,5              | 5,1              | 2,7              | 0,5              | 0                | 0                | 0                | 0                | 0                | 0,1              | 0,8              | 5,1              | 20,8             |
| ----------------------- | ---------------- | ---------------- | ---------------- | ---------------- | ---------------- | ---------------- | ---------------- | ---------------- | ---------------- | ---------------- | ---------------- | ---------------- | ---------------- |
| Джерело: NOAA           |                  |                  |                  |                  |                  |                  |                  |                  |                  |                  |                  |                  |                  |

## Демографія
Згідно з переписом 2010 року, у місті мешкала 2231 особа в 966 домогосподарствах у складі 547 родин. Густота населення становила 322 особи/км².  Було 1084 помешкання (157/км²).
Расовий склад населення:
| - 97,4 % — білих - 0,9 % — азіатів - 0,5 % — корінних американців - 0,2 % — чорних або афроамериканців |

До двох чи більше рас належало 0,9 %. Частка іспаномовних становила 1,3 % від усіх жителів.
За віковим діапазоном населення розподілялося таким чином: 21,2 % — особи молодші 18 років, 62,5 % — особи у віці 18—64 років, 16,3 % — особи у віці 65 років та старші. Медіана віку мешканця становила 42,1 року. На 100 осіб жіночої статі у місті припадало 89,2 чоловіків;  на 100 жінок у віці від 18 років та старших — 82,6 чоловіків також старших 18 років.
Середній дохід на одне домашнє господарство  становив 38 148 доларів США (медіана — 25 217), а середній дохід на одну сім'ю — 50 804 долари (медіана — 30 000). За межею бідності перебувало 38,9 % осіб, у тому числі 62,8 % дітей у віці до 18 років та 18,8 % осіб у віці 65 років та старших.
Цивільне працевлаштоване населення становило 744 особи. Основні галузі зайнятості: освіта, охорона здоров'я та соціальна допомога — 29,7 %, публічна адміністрація — 11,7 %, науковці, спеціалісти, менеджери — 10,6 %.